# Роботи (гра)
«Роботи» (англ. Ricochet Robot) — настільна гра-головоломка для двох і більше людей, розроблена Алексом Рендольфом, в якій ігрові фігури (роботи) повинні бути переміщені до обраних місць за якомога меншу кількість рухів, при чому роботи рухаються лише прямо, не зупиняючись поки не зіштовхнуться із перешкодою (стіною або іншим роботом). Гра вперше була випущена в Німеччині в 1999 році під назвою «Rasende Roboter» (з нім. «Шалені роботи»). Версія англійською мовою була випущена американською компанією «Rio Grande Games».

## Ігровий процес
Ігрова дошка складається з чотирьох двосторонніх чвертей поділених на квадратики, в кожної з них є виріз в одному з кутів. Чотири чверті зіставляються випадковим чином, але так, щоб їхні вирізані кути були зіставлені в центрі. Ці чверті можна перевертати та міняти місцями, що робить можливими 256 різних варіантів ігрової дошки. Є фішки, на яких зображена певна фігура на фоні певного кольору, а також універсальна багатоколірна фішка. На самому початку гри чотири фігурки роботів різних кольорів розставляються на квадратики на дошці випадковим чином. На першому раунді перевертається випадкова фішка.
На першому раунді перевертається випадкова фішка. Метою є привести робота потрібного кольору (кольору фону щойно перевернутої фішки) в потрібний квадратик (який позначений фігурою і кольором такими самими, як на фішці) за мінімальну кількість рухів. Будь-якого з роботів можна переміщати по горизонталі або вертикалі, і вони не зупиняються, поки не зіштовхнуться із перешкодою: стіною або іншим роботом. Як тільки один з гравців придумав рішення, він повідомляє загальну кількість рухів, які треба здійснити роботам, і запускає таймер. Тоді кожен гравець має шанс придумати варіант із меншою кількістю рухів. Після спливання часу на таймері гравець, який заявив найменшу кількість ходів, показує своє рішення. Якщо воно правильне, то гравець отримує бал. Якщо ні, гравець із наступним найменшим числом рухів може спробувати запропонувати своє рішення. Після цього починається наступний раунд із тими самими діями. Після 17 раундів, перемагає гравець, який набрав найбільшу кількість балів.

## Розв'язання задач з точки зору математики
Через структуру гри та складні методи розв'язання задач, вона стала предметом наукового вивчення. У дослідженні стверджується, що гра «Роботи» — це хороша гра для аналізу методик розв'язання проблем людьми та комп'ютерами. Хоча гра потребує розв'язання логічних задач з експоненційним збільшенням складності, ці задачі можна вирішити за допомогою алгоритмів поліноміального часу. Це пояснюється тим, що кількість можливих позицій сильно обмежена відносно низькою кількістю роботів (чотири або п'ять), і тому ефективний алгоритм може перевірити всі можливі варіанти.

## Видання
Три видання гри були випущені компанією «Rio Grande Games». Перше видання називалось «Ricochet Robot» (слово «робот» в однині). Воно було ідентичним оригінальному «Rasende Roboter».
Друге видання, яке називається «Ricochet Robots» (слово «робот» в множині), також відоме як «синя версія», через те що продавалась в синій коробці, містило ще одного робота чорного кольору і там на дошках були стінки під кутом 45 градусів, що ускладнювало гру. Дошки 2-го та оригінального/3-го видань сумісні та можуть поєднуватись. Наразі друге видання не випускається.
Третє видання все ще називається «Ricochet Robots», є таким же, як оригінал, за винятком того, що там додано додаткового срібного робота.